# Шушань
Шушань, Шушані (рум. Șușani) — село у повіті Вилча в Румунії. Входить до складу комуни Шушань.
Село розташоване на відстані 159 км на захід від Бухареста, 59 км на південь від Римніку-Вилчі, 38 км на північний схід від Крайови.

## Населення
За даними перепису населення 2002 року у селі проживали 1430 осіб, усі — румуни. Усі жителі села рідною мовою назвали румунську.